# Панцерни мекотели
Панцерните мекотели, още Хитони (Polyplacophora), са клас слабо подвижни морски Мекотели. Проучени са около 940 живи и 430 фосилни вида.

## Описание

### Физически характеристики
На размери панцерните мекотели могат да достигнат от няколко до тридесетина сантиметра. Най-големият вид хитон е големият тихоокеански хитон (Cryptochiton stelleri), който може да достигне на големина до около 33 cm.

### Анатомично устройство
Тялото на хитоните е гръбно-коремно сплеснато с червеникава, зелена или жълта окраска. Разделено е на три части: глава, труп и мускулест крак.
Главата е слабо развита и коремно разположена. Гръбната кожна покривка на трупа се разраства и образува дебела мантия, която виси от всички страни и напред покрива главата. Мантийната празнина има форма на бразда, разположена между мантийния ръб и крака от двете страни на тялото.
Мускулестият крак на хитоните се намира зад главата и оформя плоско, широко стъпало, което служи както за орган на пълзене, така и за здраво прикрепване към субстрата. Последното се осъществява още и с помощта на мантийния ръб. Движението се осъществява чрез мускулни контракции и с помощта на отделяното от крака малко количество слизеста материя.
Черупката е съставена от 8 отделни фрагмента (плочки). Те са гръбно разположени като леко се припокриват. Главовият и аналният фрагмент се различават от останалите, които са еднакви. Фрагментите са изградени от 2 пласта: външен слой – периостракум, който често е пропит с калциев карбонат и вътрешен варовит слой.

#### Храносмилателна система
Храносмилателната система е добре развита и доста дълга. Радулата е съставена от многобройни напречни редове зъби. От устата, храната преминава през глътката и хранопровода. В хранопровода се отварят 2 вида слюнчени жлези, които отделят мукозен секрет и захарни жлези, отделящи амилаза. Хранопроводът се отваря в стомах, в който се извършва механично стриване и химично доразграждане на храната. В него се отваря и двуделен хепатопанкреас, отделящ храносмилателни ензими. Резорбцията на храносмилателните вещества става в стомаха и тънкото черво. Задното черво завършва с анус, разположен в задния край на крака.

#### Дихателна система
Дихателната система е изградена от перести хриле – ктенидии, разположени в мантийния жлеб, от двете страни на крака. Вентилирането на мантийната празнина се осигурява от плътното прилепване на мантийния ръб до субстрата и до ръба на крака, което създава затворена система с 2 отвора. Двата отвора се образуват от мантийния ръб, като единият е преден входящ, през който навлиза водата в мантийната празнина, а другият е заден изходящ за отделяне на водата.

#### Кръвоносна система
Кръвоносната система е отворена, съставена от сърце, кръвоносни съдове и лакуни. Сърцето има 2 предсърдия и 1 камера и е разположено в перикардиална празнина. От камерата на сърцето напред излиза аорта, която се отваря на главовия синус. От последния води началото си висцералната артерия.
Съдовата система е слабо развита и е съставена от лакуни.

#### Полова система
С някои малки изключения хитоните са разделнополови животни. Половата им система е просто устроена и изградена от чифтна или нечифтна полова жлеза, чифтни полови проводници и отвори. Оплождането е външно в мантийната празнина, а яйцата се отделят поединично или на групи. При живораждащите видове оплождането е вътрешно. Развитието е с ларва трохофора, която за разлика от всички останали мекотели метаморфозира направо във възрастно животно.

#### Отделителна система
Отделителната система при хитоните е изградена от чифтни бъбреци с V-образна форма, свързани с околосърдечната празнина.

#### Нервна система
Нервната система е примитивна, съставена от окологлътъчен нервен пръстен и 4 нервни ствола.
Сетивните органи са представени от особени образувания – естети. Разположени са по гръбната повърхност на животното и компенсират редукцията на усетни органи по главата. Често групи от естети изграждат прости зрителни рецептори по повърхността на черупката. Ръбът на мантията е осеян с оцели и осезателни рецептори. Около хрилете са разположени хеморецептори, а в устната празнина под радулата е разположен вкусовият орган.

## Разпространение и местообитание
На практика са разпространени във всички морета.

## Класификация
Клас Панцерни мекотели
- Семейство Scanochitonidae Bergenhayn, 1955
- Семейство Olingechitonidae Starobogatov et Sirenko, 1977
- Семейство Haeggochitonidae Sirenko et Starobogatov, 1977
- Семейство Ivoechitonidae Sirenko et Starobogatov, 1977
- Подклас Paleoloricata Bergenhayn, 1955
  - Разред Chelodida Bergenhayn, 1943
    - Семейство Chelodidae Bergenhayn, 1943

  - Разред Septemchitonida Bergenhayn, 1955
    - Семейство Gotlandochitonidae Bergenhayn, 1955
    - Семейство Helminthochitonidae Van Belle, 1975
    - Семейство Septemchitonidae Bergenhayn, 1955
- Подклас Loricata Shumacher, 1817
  - Разред Lepidopleurida Thiele, 1910
    - Подразред Cymatochitonina Sirenko et Starobogatov, 1977
      - Семейство Acutichitonidae Hoare, Mapes et Atwater, 1983
      - Семейство Cymatochitonidae Sirenko et Starobogatov, 1977
      - Семейство Gryphochitonidae Pilsbry, 1900
      - Семейство Lekiskochitonidae Smith et Hoare, 1987
      - Семейство Permochitonidae Sirenko et Starobogatov, 1977

    - Подразред Lepidopleurina Thiele, 1910
      - Семейство Abyssochitonidae Dell’ Angelo et Palazzi, 1991
      - Семейство Glyptochitonidae Starobogatov et Sirenko, 1975
      - Семейство Leptochitonidae Dall, 1889
      - Семейство Camptochitonidae Sirenko, 1997
      - Семейство Nierstraszellidae Sirenko, 1992
      - Семейство Mesochitonidae Dell’ Angelo et Palazzi, 1989
      - Семейство Protochitonidae Ashby, 1925
      - Семейство Hanleyidae Bergenhayn, 1955

  - Разред Chitonida Thiele, 1910
    - Подразред Chitonina Thiele, 1910
      - Надсемейство Chitonoidea Rafinesque, 1815
        - Семейство Ochmazochitonidae Hoare et Smith, 1984
        - Семейство Ischnochitonidae Dall, 1889
        - Семейство Callistoplacidae Pilsbry, 1893
        - Семейство Chaetopleuridae Plate, 1899
        - Семейство Loricidae Iredale et Hull, 1923
        - Семейство Callochitonidae Plate, 1901
        - Семейство Chitonidae Rafinesque, 1815
        - Семейство Schizochitonidae Dall, 1889

    - Подразред Acanthochitonina Bergenhayn, 1930
      - Надсемейство Mopalioidea Dall, 1889
        - Семейство Tonicellidae Simroth, 1894
        - Семейство Schizoplacidae Bergenhayn, 1955
        - Семейство Mopaliidae Dall, 1889

      - Надсемейство Cryptoplacoidea H. & A. Adams, 1858
        - Семейство Acanthochitonidae Pilsbry, 1893
        - Семейство Hemiarthridae Sirenko, 1997
        - Семейство Choriplacidae Ashby, 1928
        - Семейство Cryptoplacidae H. & A. Adams, 1858